# Santo Domingo y San Ginés
Der alte Konvent von Santo Domingo y San Ginés in der spanischen Stadt Talavera de la Reina in der Provinz Toledo war ein Dominikanerkloster, das 1520 gegründet wurde. Nach der Desamortización 1835 wurde es als Keramikfabrik mit einer namhaften Qualität und später als Kinderschule genutzt. 
Die spätgotische Klosterkirche de San Ginés von 1536 blieb erhalten. Sie enthält eine hervorragende Orgel. Bedeutend sind vor allem noch die Gräber der ehemaligen Ordensbrüder. Am bekanntesten ist das Alabastergrab von Kardinal und Ordensgeneral García Loaysa († 1546), der vermutlich 1553 dort beerdigt worden ist.

## Einzelbelege
1. ↑  CONVENTO DE SANTO DOMINGO. La mejor tierra de Castilla. Abgerufen am 15. September 2020 (spanisch).
2. ↑  Juan Nicolao Castro: LOS  SEPULCROS  DEL  CARDENAL  FRAY  GARCIA  DE  LOAYSA Y  SUS  PADRES  EN  EL  MONASTERIO  DOMINICO  DE  TALAVERA  DE  LA REINA. 2003 (csic.es [PDF]).

Koordinaten: 39° 57′ 42,3″ N, 4° 50′ 15,1″ W